# Klaus Kieper
Klaus Kieper (* 20. Januar 1935; † 6. März 2018) war ein deutscher Autor und Fotograf, der zu Themen des Eisenbahnwesens publizierte.

## Leben
Klaus Kieper, der ein Studium zum Ingenieur absolvierte, war 1964 Mitbegründer der ersten Organisation in der DDR, die sich der systematischen Erforschung der Eisenbahngeschichte widmete (Arbeitsgemeinschaft 1/11 „Kleinbahnfreunde“ im Deutschen Modelleisenbahn-Verband). Unter seiner Ägide erschienen Mitteilungsblätter, aus denen die Verkehrsgeschichtlichen Blätter hervorgingen. Klaus Kieper veröffentlichte mehrere Bücher, insbesondere zu Schmalspurbahnen in der DDR, zu denen er auch „hervorragende Fotoarbeiten“ beisteuerte. Das 1980 erstmals erschienene Schmalspurbahn-Archiv, das alle 72 Schmalspurbahnen des öffentlichen Verkehrs im Gebiet der damaligen DDR dokumentarisch erfasste, gilt noch heute als „unverzichtbares Nachschlagewerk“. Das Werk erschien auch in einer Lizenzausgabe in der Bundesrepublik und wurde 2011 nachgedruckt. Das Buch verkaufte sich, nachdem Schwierigkeiten bei der Papierbeschaffung für die DDR-Ausgaben überwunden werden konnten, insgesamt mehr als 25.000-mal.
Kieper lebte in Ahrensfelde. 2005 erhielt er die Ehrennadel der Gemeinde.

## Bücher (Auswahl)
- Das große Buch der Rügenschen Kleinbahnen. Verlag Feld- und Schmalspurbahnen Karl Paskarb, Celle 2005, ISBN 978-3-938278-01-7 (gemeinsam mit Walter Bauchspies, Klaus Jünemann).
- Die Franzburger Kreisbahnen: Stralsund–Barth–Damgarten. Zeunert-Verlag, Gifhorn 2002, ISBN 978-3-924335-26-7 (gemeinsam mit Walter Bauchspies).
- Eisenbahn-Fahrzeug-Katalog. Band 10: Schmalspur-Dampflokomotiven. GeraMond Verlag, München 1997, ISSN 0949-197X (gemeinsam mit Klaus Jünemann)
- Eisenbahnreviere: Rügen. Transpress Verlag, Berlin 1993, ISBN 978-3-344-70770-5 (gemeinsam mit Wulf Krentzien, Wolf-Dietger Machel).
- Schmalspurbahn-Archiv. 2. Auflage, Transpress Verlag, Berlin 1982 (gemeinsam mit Reiner Preuß und weiteren Autoren; Nachdruck 2011 als DDR-Schmalspurbahn-Archiv unter der ISBN 978-3-613-71405-2; Lizenzausgabe der 1. Auflage für die Bundesrepublik unter dem Titel Schmalspur zwischen Ostsee und Erzgebirge. Alba-Verlag, Düsseldorf 1980, ISBN 978-3-87094-069-0).
- Dampflokomotiven. Zahnrad, Lokalbahn, Schmalspur. Transpress Verlag, Berlin 1968 (gemeinsam mit Klaus-Detlev Holzborn; Ausgabe für die Bundesrepublik erschienen beim Albis-Verlag, Düsseldorf).